# Liste der Monuments historiques in Saint-Cast-le-Guildo
Die Liste der Monuments historiques in Saint-Cast-le-Guildo führt die Monuments historiques in der französischen Gemeinde Saint-Cast-le-Guildo auf.

## Liste der Bauwerke
| Bezeichnung     | Beschreibung | Standort                | Kennzeichnung | Schutzstatus | Datum | Bild |
| --------------- | ------------ | ----------------------- | ------------- | ------------ | ----- | ---- |
| Römische Ruinen |              | Les Quatre-Vaulx (Lage) | PA00089608    | Classé       | 1938  |      |

## Liste der Objekte
- Monuments historiques (Objekte) in Saint-Cast-le-Guildo in der Base Palissy des französischen Kultusministeriums